# Greimkogel
Greimkogel är ett berg i Österrike.   Det ligger i distriktet Mattersburg och förbundslandet Burgenland, i den östra delen av landet, 60 km söder om huvudstaden Wien. Toppen på Greimkogel är 682 meter över havet, eller 35 meter över den omgivande terrängen. Bredden vid basen är 2,1 km. Greimkogel ingår i Rosaliengebirge.
Terrängen runt Greimkogel är huvudsakligen kuperad, men åt nordost är den platt. Närmaste större samhälle är Wiener Neustadt, 15,2 km nordväst om Greimkogel. 
I omgivningarna runt Greimkogel växer i huvudsak blandskog. Runt Greimkogel är det ganska tätbefolkat, med 100 invånare per kvadratkilometer.